# Grube Glücksanfang
Die Grube Glücksanfang lag bei Müsen (Hilchenbach) (Oberer Stollen liegt auf heutigem Kreuztaler Gemeindegebiet) im nördlichen Siegerland und gehörte zur Grube Wilder Mann.
1722 wurde Glücksanfang erstmals erwähnt, der Erzabbau ist wahrscheinlich aber schon älter. Der wahrscheinlich gegen Ende des 17. Jahrhunderts angelegte Obere Stollen hat eine Länge von 80 m und erreichte das Gangmittel am 25. Juni 1722. Der Gang war bis zu 1 m mächtig. Der im 18. Jahrhundert angelegte Tiefe Glücksanfanger Stollen hatte 1752 eine Länge von 290 m, ein Schacht verband die beiden Stollen miteinander. Ein Unterer Stollen wurde 1751 angelegt. Gesenkbau wurde ab ca. 1830 betrieben. Bereits vor 1850 fand eine Konsolidation mit Junger Mann statt, dessen Namen die Grube auch annahm.
Gangmittel war Wilder Mann, abgebaut wurden neben Eisenerz auch Blei-, Silber-, Kupfer- und Zinkerze.